# 薩林鎮區 (密蘇里州聖熱訥維耶沃縣)
薩林鎮區（英語：Saline Township）是位於美國密蘇里州聖熱訥維耶沃縣的一個行政鎮區。

## 地方資料
薩林鎮區的面積為279.00平方千米，當中陸地面積為278.00平方千米，而水域面積為1.00平方千米。根據2020年美國人口普查的數據，當地共有人口939人，而人口密度為每平方千米3.37人。